# Arctosa fujiii
Arctosa fujiii là một loài nhện trong họ Lycosidae.
Loài này thuộc chi Arctosa. Arctosa fujiii được Hozumi Tanaka miêu tả năm 1985.